# Gizmodrome
Gizmodrome byla italská hudební superskupina. Jejími členy jsou bubeník Stewart Copeland, baskytarista Mark King, klávesista Vittorio Cosma a kytarista Adrian Belew. Copeland s Cosmou spolupracovali již řadu let, jednou se rozhodli přizvat tyto dva hudebníky, kteří s nimi strávili patnáct dní v nahrávacím studiu v Miláně. Své debutové album nazvané Gizmodrome vydala dne 15. září 2017 společnost earMUSIC. Produkoval jej Claudio Dentes.